# Войновский, Андрей Сергеевич
Андре́й Серге́евич Войно́вский  (20 апреля 1959, Москва — 20 августа 2015, Партенит) — советский и российский актёр и писатель.

## Биография
В 1969 году впервые появился на экране в художественном фильме «Весёлое волшебство», в 1972 году снялся в главной роли в фильме И. Фрэза «Чудак из пятого „Б“», потом было несколько эпизодических ролей в фильмах «Кортик», «Трое на шоссе» и других.
Андрей Войновский отслужил срочную службу в армии на Урале, в  Челябинске-115 (Челябинская область, пос. Карабаш), с 1977 по 1979 год. Железнодорожная рота, в/ч 32138, рядовой, киномеханик, активно участвовал в художественной самодеятельности.
После срочной службы в Советской армии окончил ГИТИС, курс Людмилы Касаткиной и Сергея Колосова, мастерство актёра Андрею преподавал Владимир Левертов.
В начале 2000-х годов занялся беллетристикой, написал несколько романов.
18 августа 2015 года, во время отдыха в посёлке Партенит в Крыму, в компании Войновского возникла ссора, в ходе которой один из присутствовавших нанёс ножевые удары Андрею и двум другим людям. Войновский к приезду скорой был ещё жив, его доставили в больницу и прооперировали, но ранения оказались слишком тяжёлыми и он умер 20 августа. Церемония прощания с актёром состоялась 29 августа в Москве на Николо-Архангельском кладбище, тело актёра кремировали согласно его желанию. Урна с прахом захоронена на Ваганьковском кладбище рядом с могилой родителей актёра (43 уч.).

## Работы

### Фильмография
- 1969 — Весёлое волшебство — Вася Лисичкин
- 1971 — Собака Баскервилей — Джеймс, сын начальника почтовой конторы
- 1972 — Чиполлино — Грушка, сын скрипача Груши
- 1972 — Чудак из пятого «Б» — Боря Збандуто
- 1973 — Кортик — Борька-Жила
- 1973 — Это мы не проходили — сосед Мити по парте
- 1975 — Никушор из племени ТВ — Прилипала
- 1983 — Трое на шоссе — друг Анатолия
- 1983 — Человек на полустанке — руководитель хора
- 1985 — Дороги Анны Фирлинг — стражник
- 1985 — Личное дело судьи Ивановой — гость на торжестве у Ивановых
- 1988 — Радости земные
- 1991 — Коктейль-мираж